# Eccellenza Lombardia 1999-2000
Il campionato italiano di calcio di Eccellenza regionale 1999-2000 è stato il nono organizzato in Italia. Rappresenta il sesto livello del calcio italiano.
Questo è il campionato regionale della regione Lombardia gestito dal Comitato Regionale Lombardia.
Sebbene non più di competenza, perché dal 1995 la provincia di Piacenza è tornata a essere gestita dal Comitato Regionale Emilia-Romagna, L'A.C. Castellana di Castel San Giovanni ha anche per questa stagione sportiva ottenuto di poter disputare i campionati lombardi.

## Girone A

### Squadre partecipanti
| Club                        | Città              | Stadio | Stagione 1998-1999 |
| --------------------------- | ------------------ | ------ | ------------------ |
| A.C. Besana                 | Besana in Brianza  |        |                    |
| U.S. Caratese               | Carate Brianza     |        |                    |
| U.S. Caronnese              | Caronno Pertusella |        |                    |
| A.S. Corbetta F.C.          | Corbetta           |        |                    |
| A.C. Fulgorcardano          | Cardano al Campo   |        |                    |
| U.S. Guanzatese             | Guanzate           |        |                    |
| A.C. Magenta                | Magenta            |        |                    |
| F.C. Nuova Cerchiate Pero   | Pero               |        |                    |
| A.C. Renate                 | Renate             |        |                    |
| U.S. Rescaldinese           | Rescaldina         |        |                    |
| U.S. Sagnino                | Sagnino di Como    |        |                    |
| G.S. Salus et Virtus Turate | Turate             |        |                    |
| 1913 Seregno                | Seregno            |        |                    |
| Solbiatese Calcio S.r.l.    | Solbiate Arno      |        |                    |
| F.C. Verbano Calcio         | Besozzo            |        |                    |
| A.S. Viggiù Rifiorente      | Viggiù             |        |                    |

### Classifica finale
|  | Pos. | Squadra                | Pt | G  | V  | N  | P  | GF | GS | DR  |
|  | ---- | ---------------------- | -- | -- | -- | -- | -- | -- | -- | --- |
|  | 1.   | Seregno                | 64 | 30 | 19 | 7  | 4  | 57 | 21 | +36 |
|  | 2.   | Guanzatese             | 62 | 30 | 18 | 8  | 4  | 51 | 19 | +32 |
|  | 3.   | FulgorCardano          | 49 | 30 | 13 | 10 | 7  | 41 | 31 | +10 |
|  | 4.   | Caratese               | 47 | 30 | 13 | 11 | 7  | 32 | 27 | +5  |
|  | 5.   | Verbano                | 46 | 30 | 13 | 7  | 10 | 41 | 31 | +10 |
|  | 6.   | Viggiù Rifiorente      | 45 | 30 | 12 | 9  | 9  | 36 | 30 | +6  |
|  | 7.   | Renate                 | 45 | 30 | 12 | 9  | 9  | 25 | 20 | +5  |
|  | 8.   | Salus et Virtus Turate | 41 | 30 | 11 | 8  | 11 | 23 | 25 | -2  |
|  | 9.   | Nuova Cerchiate Pero   | 40 | 30 | 11 | 7  | 12 | 26 | 27 | -1  |
|  | 10.  | Magenta                | 37 | 30 | 9  | 10 | 11 | 30 | 34 | -4  |
|  | 11.  | Besana                 | 37 | 30 | 8  | 13 | 9  | 28 | 26 | +2  |
|  | 12.  | Solbiatese             | 34 | 30 | 7  | 13 | 10 | 29 | 31 | -2  |
|  | 13.  | Caronnese              | 34 | 30 | 9  | 7  | 14 | 24 | 40 | -16 |
|  | 14.  | Corbetta               | 32 | 30 | 6  | 14 | 10 | 25 | 30 | -5  |
|  | 15.  | Rescaldinese           | 27 | 30 | 7  | 6  | 17 | 19 | 42 | -23 |
|  | 16.  | Sagnino                | 8  | 30 | 1  | 5  | 24 | 20 | 73 | -53 |

Legenda:

      Promosso in Serie D 2000-2001.
      Va ai play-off nazionali per ulteriori promozioni delle seconde classificate.
      Retrocesso in Promozione Lombardia 2000-2001.
Note:

Due punti a vittoria, uno a pareggio, zero a sconfitta.

## Girone B

### Squadre partecipanti
| Club                         | Città              | Stadio | Stagione 1998-1999 |
| ---------------------------- | ------------------ | ------ | ------------------ |
| G.S. Arcene                  | Arcene             |        |                    |
| F.C. Bergamasca              | Zanica             |        |                    |
| A.C. Brugherio               | Brugherio          |        |                    |
| F.C. Casteggio 1898          | Casteggio          |        |                    |
| U.S. Colognese               | Cologno al Serio   |        |                    |
| U.S. Fiorente Colognola      | Bergamo-Colognola  |        |                    |
| A.S. Giana Erminio           | Gorgonzola         |        |                    |
| G.S. Grumellese Calcio       | Grumello del Monte |        |                    |
| U.S. Melegnanese             | Melegnano          |        |                    |
| U.S. Olginatese              | Olginate           |        |                    |
| S.P. Oltrepo 2000            | Stradella          |        |                    |
| U.S. Ponte San Pietro S.r.l. | Ponte San Pietro   |        |                    |
| S.S. Pro Lissone             | Lissone            |        |                    |
| U.S. Stezzanese Calcio       | Stezzano           |        |                    |
| C.S. Trevigliese             | Treviglio          |        |                    |
| Vigevano Calcio S.r.l.       | Vigevano           |        |                    |

### Classifica finale
|  | Pos. | Squadra            | Pt | G  | V  | N  | P  | GF | GS | DR  |
|  | ---- | ------------------ | -- | -- | -- | -- | -- | -- | -- | --- |
|  | 1.   | Bergamasca         | 60 | 30 | 18 | 6  | 6  | 44 | 22 | +22 |
|  | 2.   | Pro Lissone        | 59 | 30 | 17 | 8  | 5  | 49 | 23 | +26 |
|  | 3.   | Casteggio          | 58 | 30 | 15 | 13 | 2  | 39 | 19 | +20 |
|  | 4.   | Olginatese         | 45 | 30 | 12 | 9  | 9  | 42 | 27 | +15 |
|  | 5.   | Trevigliese        | 45 | 30 | 12 | 9  | 9  | 24 | 28 | -4  |
|  | 6.   | Colognese          | 41 | 30 | 9  | 14 | 7  | 31 | 24 | +7  |
|  | 7.   | Vigevano           | 40 | 30 | 9  | 13 | 8  | 37 | 31 | +6  |
|  | 8.   | Ponte San Pietro   | 38 | 30 | 10 | 8  | 12 | 29 | 32 | -3  |
|  | 9.   | Fiorente Colognola | 37 | 30 | 9  | 10 | 11 | 26 | 30 | -4  |
|  | 10.  | Giana Erminio      | 37 | 30 | 10 | 7  | 13 | 36 | 48 | -12 |
|  | 11.  | Melegnanese        | 36 | 30 | 10 | 6  | 14 | 29 | 37 | -8  |
|  | 12.  | Brugherio          | 35 | 30 | 9  | 8  | 13 | 33 | 46 | -13 |
|  | 13.  | Grumellese         | 34 | 30 | 9  | 7  | 14 | 32 | 42 | -10 |
|  | 14.  | Oltrepo 2000       | 33 | 30 | 7  | 12 | 11 | 31 | 41 | -10 |
|  | 15.  | Stezzanese         | 29 | 30 | 5  | 14 | 11 | 24 | 28 | -4  |
|  | 16.  | Arcene             | 16 | 30 | 2  | 10 | 18 | 23 | 52 | -29 |

Legenda:

      Promosso in Serie D 2000-2001.
      Va ai play-off nazionali per ulteriori promozioni delle seconde classificate.
      Retrocesso in Promozione Lombardia 2000-2001.
Note:

Due punti a vittoria, uno a pareggio, zero a sconfitta.

## Girone C

### Squadre partecipanti
| Club                          | Città                    | Stadio | Stagione 1998-1999 |
| ----------------------------- | ------------------------ | ------ | ------------------ |
| U.S. Bagnolese                | Bagnolo Mella            |        |                    |
| U.S. Bedizzolese              | Bedizzole                |        |                    |
| U.S.O. Calcio                 | Calcio                   |        |                    |
| U.C. Castelcovati             | Castelcovati             |        |                    |
| A.C. Castellana               | Castel San Giovanni (PC) |        |                    |
| A.C. Castellana               | Castel Goffredo (MN)     |        |                    |
| Club Azzurri Brescia S.r.l.   | Brescia                  |        |                    |
| U.S. Cortefranca              | Corte Franca             |        |                    |
| U.S. Darfo Boario             | Darfo Boario Terme       |        |                    |
| A.S. Farmer Suzzara           | Suzzara                  |        |                    |
| A.C. Frassati Codogno 1908    | Codogno                  |        |                    |
| U.S. Gambara                  | Gambara                  |        |                    |
| F.C. Ospitaletto              | Ospitaletto              |        |                    |
| A.C. Salò Benaco              | Salò                     |        |                    |
| U.S. Sellero Novelle          | Sellero                  |        |                    |
| U.S. Soresinese Calcio S.r.l. | Soresina                 |        |                    |

### Classifica finale
|  | Pos. | Squadra               | Pt | G  | V  | N  | P  | GF | GS | DR  |
|  | ---- | --------------------- | -- | -- | -- | -- | -- | -- | -- | --- |
|  | 1.   | Frassati Codogno 1908 | 68 | 30 | 21 | 5  | 4  | 71 | 27 | +44 |
|  | 2.   | USO Calcio            | 60 | 30 | 18 | 6  | 6  | 63 | 23 | +40 |
|  | 3.   | Gambara               | 58 | 30 | 18 | 4  | 8  | 52 | 31 | +21 |
|  | 4.   | Salò Benaco           | 55 | 30 | 16 | 7  | 7  | 45 | 25 | +20 |
|  | 5.   | Sellero Novelle       | 47 | 30 | 12 | 11 | 7  | 44 | 30 | +14 |
|  | 6.   | Bagnolese             | 46 | 30 | 13 | 7  | 10 | 44 | 38 | +6  |
|  | 7.   | Castelcovati          | 45 | 30 | 12 | 9  | 9  | 52 | 35 | +17 |
|  | 8.   | Castellana            | 44 | 30 | 10 | 14 | 6  | 34 | 23 | +11 |
|  | 9.   | Soresinese            | 41 | 30 | 10 | 11 | 9  | 31 | 30 | +1  |
|  | 10.  | Darfo Boario          | 38 | 30 | 9  | 11 | 10 | 29 | 31 | -2  |
|  | 11.  | Castellana            | 36 | 30 | 7  | 15 | 18 | 26 | 32 | -6  |
|  | 12.  | Bedizzolese           | 36 | 30 | 8  | 12 | 10 | 25 | 30 | -5  |
|  | 13.  | Cortefranca           | 34 | 30 | 8  | 10 | 12 | 47 | 43 | +4  |
|  | 14.  | Ospitaletto           | 26 | 30 | 6  | 8  | 16 | 26 | 45 | -19 |
|  | 15.  | Azzurri Brescia       | 11 | 30 | 1  | 8  | 21 | 23 | 80 | -57 |
|  | 16.  | Farmer Suzzara        | 4  | 30 | 0  | 4  | 26 | 6  | 95 | -89 |

Legenda:

      Promosso in Serie D 2000-2001.
      Va ai play-off nazionali per ulteriori promozioni delle seconde classificate.
      Retrocesso in Promozione Lombardia 2000-2001.
Note:

Due punti a vittoria, uno a pareggio, zero a sconfitta.